# Anisostena gracilis
Anisostena gracilis är en skalbaggsart som först beskrevs av Horn 1883.  Anisostena gracilis ingår i släktet Anisostena och familjen bladbaggar. Inga underarter finns listade i Catalogue of Life.